# Kałyniwka (rejon żmeryński)
Kałyniwka (ukr. Калинівка) – wieś na Ukrainie, w obwodzie winnickim, w rejonie żmeryńskim.

## Historia
Podczas okupacji hitlerowskiej, w lecie 1941 roku Niemcy utworzyli getto dla żydowskich mieszkańców. Przebywało w nim około 1000 osób. W lecie 1942 roku Niemcy zlikwidowali getto, a Żydów zamordowali. 